# ويد روبسون
ويد روبسون (بالإنجليزية: Wade Robson) هو راقص وكاتب أغاني ومخرج أسترالي، ولد في 17 سبتمبر 1982 في بريزبان في أستراليا.

## وصلات خارجية
- الموقع الرسمي
- ويد روبسون على موقع IMDb (الإنجليزية)
- ويد روبسون على موقع ميوزك برينز (الإنجليزية)
- ويد روبسون على موقع ديسكوغز (الإنجليزية)
- ويد روبسون على موقع قاعدة بيانات الفيلم (الإنجليزية)
- ويد روبسون على موقع كينوبويسك (الروسية)